# Sougéal
Sougéal é uma comuna francesa na região administrativa da Bretanha, no departamento Ille-et-Vilaine. Estende-se por uma área de 14,23 km². Em 2010 a comuna tinha 569 habitantes (densidade: 40 hab./km²).